# 浸透 (水文学)
水文学における浸透（しんとう,Infiltration）とは、土壌に水などが染み込むことを指す。水(H2O)のほか、水に含まれる不純物も同時に浸透する。主に雨や雪などの降水を起源とし、浸透した後は地下水となる。
土壌学において浸透を厳密に定義すると、土壌の上から土壌の間隙に土壌溶液が入り込んで上部の間隙を満たし、やがてそれに代わって土壌空気が上から入り込みながら、より下部の土壌へと土壌溶液が入り込んでいく作用である。

## 水循環の中の浸透

### 浸透する水の起源
大気中の水蒸気を起源とする雨や雪などの降水によって、地上に水が降る。また、人工的に水撒きや灌漑を行うことで降る水もあるが、これは河川、湖沼、地下水などを起源とする。いずれも水は淡水であるが、塩湖・塩河・海の近くでは塩分を含んだ水が浸透する場合もある。
液体の水は土壌にそのまま染み込む。すぐに染み込めなかった水は水たまりとなって、その場所に残りゆっくりと浸透するか、蒸発して大気中に還る。地形の影響で水溜りができずに低地に流れてしまう場合や、水溜りの水（地表水）の量が多い場合は、地表を水が流れること（表流水）になり、これが集まってやがて川となる。
固体の水（雪や氷）は土壌の上に残り、気温が上がると融解して水となり、液体の水と同じような道筋をたどる。液体として降った水が土壌の上で凍結して固体になる場合もある。

### 土壌中の水の流れと土壌外への流出
土壌の表層に染み込んだ水は普通、より下の層へと更に浸透していく。土壌の性質によって、浸透できる量、速度などが異なり、更に土壌の中でもその性質の異なる層が多数存在しているので、土壌によって浸透の様子は異なる。
土壌に保持された水のうち、表層のものは植物などの生物が多く吸収する。また、下層へと浸透するうち、水は地上の川と同じように集まって地下水脈を作り、次第に地上へと湧出してくる。有史以来は、井戸などを使って人工的に地下水を地上に湧出させるルートも出現した。最初の浸透から湧出までの時間は、場所によって数時間から数万年と実に幅広い。
土壌の表層に保持されたまま、蒸発して大気中に還る水もある。

## 浸透量・浸透速度
その名の通り、浸透量（しんとうりょう, infiltration amount）は土壌に水が浸透する量、浸透速度（しんとうそくど, infiltration rate）という。

### 浸透計
浸透計（しんとうけい, Infiltrometer）は、土壌の表面に設置して、浸透量や浸透速度を測る道具。複雑な構造は必要ではないので、簡単な道具を使えば測定可能である。まず、ある程度の長さがある水を通さない金属の筒などを、数十センチくらい地表に出した状態で土壌に差し込み、筒に長いものさしを固定する。次に筒の中に水を流し込み、時間を計測しながら水の高さの減少量を測っていく。

### 浸透量の単純算出
浸透量Fは、次のような水文学的収支の式を基に、F以外の変数に数値を当てはめて算出できる。   
{\displaystyle F=B_{I}+P-E-T-S-R-I_{A}-B_{O}}
F は浸透量。体積（容量）または長さで指定できる。
{\displaystyle B_{I}} は、対象とする土壌の塊に、他の土壌から流入する量。
{\displaystyle B_{O}} は、対象とする土壌の塊から、他の土壌に流入する量。
P は降水量。
E は蒸発量。
T は蒸散量。
S は保水量。
{\displaystyle I_{A}} は水溜りなど、土壌に染み込む前に除外される水の量。
R は土壌表面の流水などの表面流出.
蒸発量と蒸散量を分けられない蒸発散量しか分からない場合は、蒸発散量を示すETを用いて、{\displaystyle -E-T}を{\displaystyle -ET}に置き換える。

## 浸透力・保水力
土壌が水を浸透させる能力を浸透力（しんとうりょく）や浸透性、土壌が浸透させた水を保持する能力を保水力（ほすいりょく）や保水性という。
土壌の粒子の大きさ、化学組成、粒子同士の隙間の大きさや分布などが、浸透力や保水力を決める。